# Snogeholm
Snogeholm este o arie protejată (arie specială de conservare — SAC, sit de importanță comunitară — SCI) din Suedia întinsă pe o suprafață de 67,4 ha, integral pe uscat.

## Localizare
Centrul sitului Snogeholm este situat la coordonatele 55°33′29″N 13°42′32″E / 55.5581°N 13.7088°E.

## Înființare
Situl Snogeholm a fost declarat sit de importanță comunitară în noiembrie 2003 pentru a proteja 2 specii de animale. Situl a fost protejat și ca arie specială de conservare în martie 2011.

## Biodiversitate
Situată în ecoregiunea continentală, aria protejată conține 3 habitate naturale: Păduri de fag Luzulo-Fagetum, Păduri de fag Asperulo-Fagetum, Păduri de stejar sau de stejar și carpen sub-atlantice și medio-europene de Carpinion betuli.
La baza desemnării sitului se află mai multe specii protejate:
- amfibieni (1): buhai de baltă cu burta roșie (Bombina bombina)
- nevertebrate (1): rădașcă (Lucanus cervus)